# Rhynchopsilopa stuckenbergi
Rhynchopsilopa stuckenbergi är en tvåvingeart som beskrevs av Wirth 1968. Rhynchopsilopa stuckenbergi ingår i släktet Rhynchopsilopa och familjen vattenflugor. Inga underarter finns listade i Catalogue of Life.